# 에스테 문화

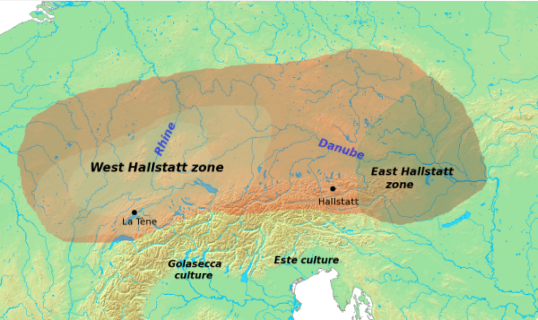
할슈타트 문화 남쪽에 에스테 문화의 위치

에스테 문화(Este culture) 또는 아테스티네 문화(Atestine culture)는 이탈리아 청동기 시대 후기(기원전 10~9세기, 베네치아 초기)부터 로마 시대(기원전 1세기)까지 존재했던 철기 시대의 고고 문화이다. 이 문화는 현재 이탈리아 베네토주의 영토에 위치했고, 더 일찍 그리고 더 광범위한 원시 빌라노바 문화에서 파생되었다. “시툴라의 문명” 또는 “고베네토 문화”라고도 한다.

## 개요
이 문화는 이탈리아 북부 포 계곡의 원시 도시 정착지의 이름을 따서 명명되었다. 에스테시는 원래 5세기에 경로를 변경한 아디제강에 자리 잡고 있었다. 그곳은 금속 가공의 중심지였다. 정착지는 기원전 1세기 초에 중요한 교통로의 교차로에서 진화했다. 본질적으로 풍부한 매장품이 있는 화장묘만 남았다.

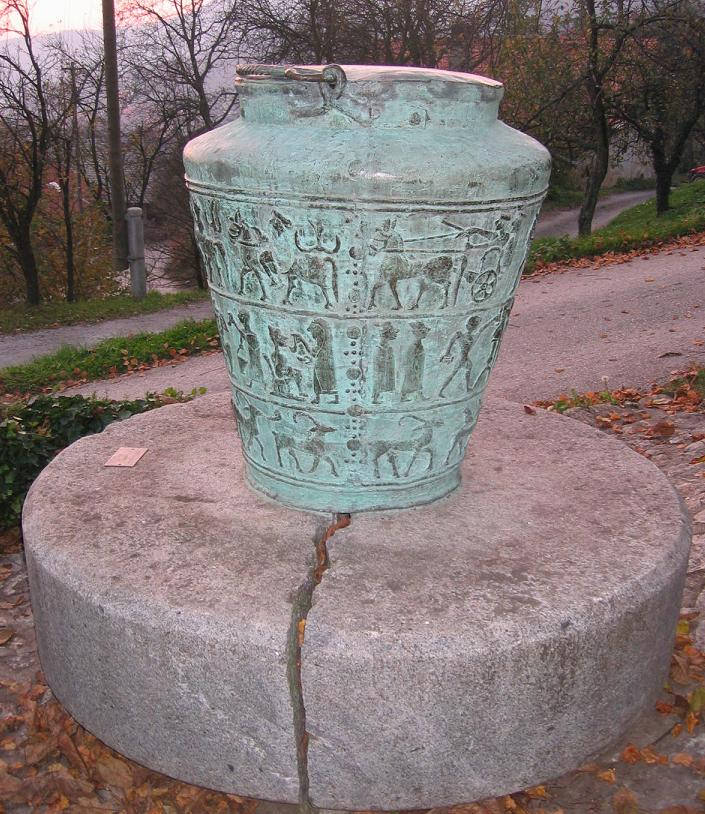
슬로베니아 바체에서 발견된 시툴라

에스테 문화는 볼로냐 지역의 빌라노바 문화와 포 계곡 서부의 골라세카 문화 옆에 존재했다. 이 문화는 할슈타트 시대와 평행을 이루는 언필드 문화의 영향을 받았다. 에스테는 북쪽의 할슈타트 지역과 남쪽의 에트루리아 -그리스 요소에 예술적, 기술적 영향을 미쳤다. 에스테는 이른바 시툴라 미술의 중심지였다. 특히 동물로 장식된 시툴라와 인물의 리본이 이 문화의 특징이다. 이들 중 가장 중요한 것은 벤베누티 시툴라(기원전 600년)이다.
청동박 작업의 진화는 기원전 4세기 말까지 추적할 수 있다. 에스테 문화는 로마 제국에 흡수될 때까지 켈트족과 그들의 후계자인 베네티족의 침략에서 살아남았다.
여러 고고학적 발견은 에스테가 기원전 7세기에서 4세기까지 베네치아 문화의 중요한 중심지였다는 증거를 제공한다. 그들은 신 또는 여신 레이티아에 대한 큰 사당과 서기관들을 위한 학교를 가지고 있었다. 고고학자들은 작은 청동상, 도구, 꽃병, 돈 옆에서 베네치아 문자와 이른바 알파벳 서판에 있는 약 200개의 비문을 발견했다.

## 단계
4개의 역사적 단계가 구별된다. 이 1~2는 개별적인 성격을 가진다.
1. 에스테 1기(기원전 900-750년)
2. 에스테 2기I(기원전 750-575년)
3. 에스테 3기(기원전 575-350년) : 체르토사에 해당하는 절정
4. 에스테 4기 (기원전 350-182년) : 켈트족의 영향을 보여준다.

에스테 문화는 베네티(이탈리아어 팔레오베네티)의 선구자로 불린다. 베네티족은 트리에스테 동쪽 발칸 반도에 위치한 일리리아인과 포 계곡의 켈트족 사이에 완충 장치를 형성했다. 에스테는 그리스 문화에 점점 더 영향을 받은 그들만의 언어와 문화를 가지고 있었다. 베네티족들은 후자가 사라진 후에도 에스테 문화의 전통을 이어갔다.

## 같이 보기
- 카네그라테 문화
- 골라세카 문화
- 이탈리아의 선사 시대
- 아드리아 베네티족